# 한국 암흑물질 탐색실험

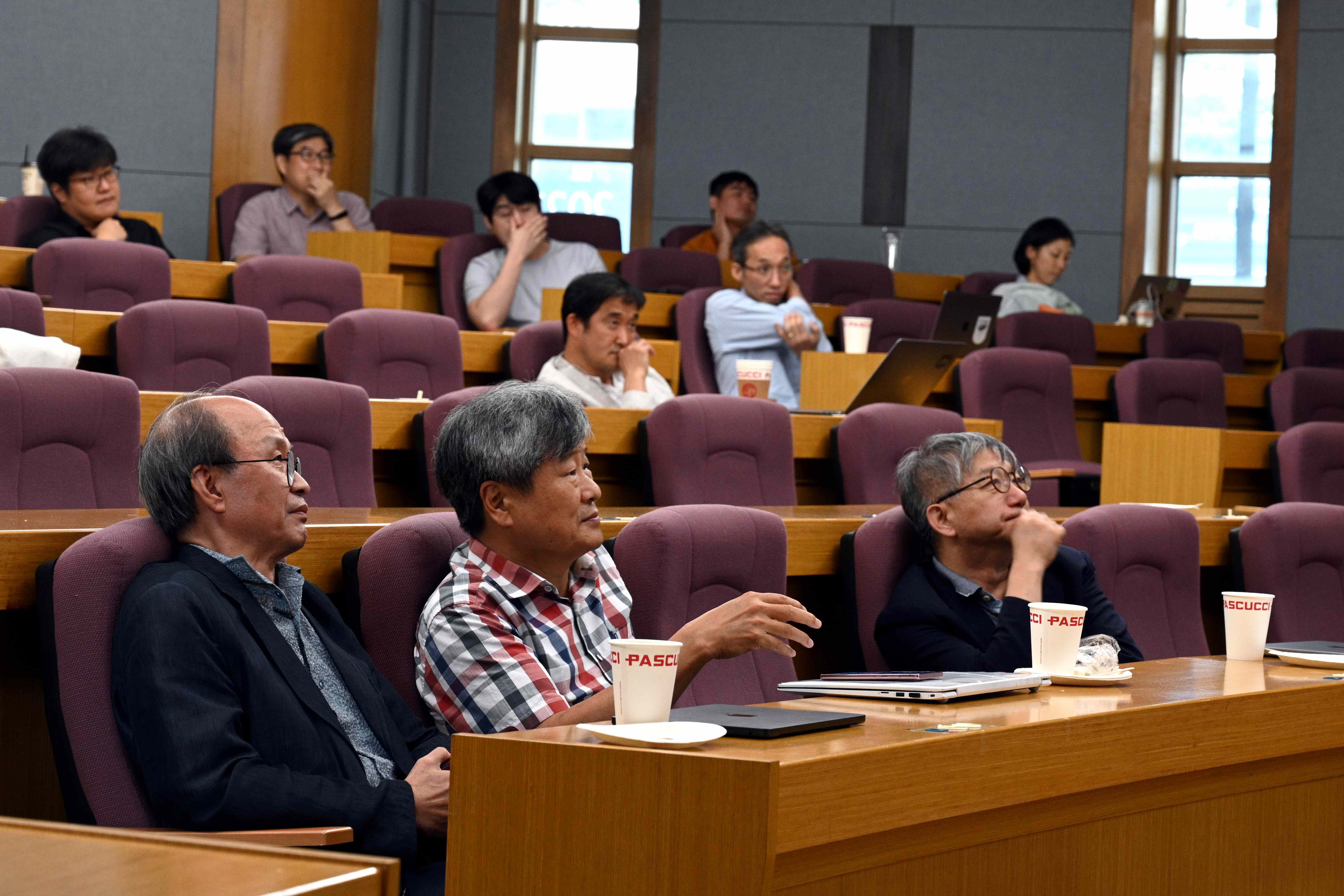
한국 암흑물질 탐색실험 창립자 (왼쪽) 서울대 김선기 교수, (가운데) 경북대 김홍주 교수, (오른쪽) 세종대 김영덕 교수이다.

한국 암흑물질 탐색실험(영어: Korea Invisible Mass Search , 줄여서 KIMS)은 서울대 김선기 교수, 세종대 김영덕 교수, 경북대 김홍주 교수가 지난 1997년에 시작했다.
약간의 탈륨을 섞은 요오드화세슘 결정 (CsI(Tl))을 사용하여 암흑물질의 강력한 후보중 하나인 윔프(WIMP, 약하게 상호작용하는 질량 입자)(영어: Weakly interacting massive particle)를 찾고 있다. 이 실험은 경기도 청평 양수발전소 지하에서 처음 시작했다. 일본 KEK실험에서 사용하는 CsI(세슘아이오딘) 결정을 일부 김선기 교수가 얻어옮으로써 출발이 가능했다. 이후 한국연구재단의 연구비 지원을 받으면서 KIMS실험은 강원도 양양군에 있는 양양양수발전소 지하 공간으로 옮겼다. 
터널의 일부 공간을 얻어 실험실을 만들었다. 이 실험은 처음으로 한국에서 수행된 비교적 규모가 큰 입자물리실험이다.
이 실험의 총책임자는 서울대학교 김선기교수였고, 2013년 김영덕 세종대 교수가 IBS지하실험단을 꾸리면서 KIMS실험을 이어갔다. KIMS실험은 현재는 COSINE실험으로 이름이 바뀌어 국제공동실험으로 진행되고 있다.

## 같이 보기
- 김선기
- 김영덕
- 김홍주